# Getúlic
Getúlic, en llatí Gaetulicus, fou un poeta grecoromà que figura a l'Antologia grega amb nou epigrames (entre ells Γαιτουλίου, Γαιτουλίκου, Γαιτουλίχου, Γαιτούλλου, Γαιτουλικίου i Γετουλίου), de formes agradables i sobre diversos temes.
Es creu que és el mateix personatge que Gneu Corneli Lèntul Getúlic, un historiador i poeta romà del temps de Tiberi, però és difícil de provar. A part de la coincidència del nom, aquest Getúlic no mostra el caràcter llicenciós en el seus versos que Marcial i Sidoni Apol·linar atribueixen a Lèntul Getúlic.